# Сыроежка вильчатая
Сырое́жка ви́льчатая, или разнопласти́нчатая (лат. Rússula heterophýlla) — вид грибов, включённый в род Сыроежка (Russula) семейства Сыроежковые (Russulaceae).

## Описание
Шляпка достигает 5—12 см в диаметре, сначала полушаровидная, затем вдавленная и широковоронковидная. Окраска разнообразная: различных оттенков зелёного (голубовато-зелёная, желтовато-зелёная или серо-зелёная) или буроватого, иногда жёлтая (f. pseudo-ochroleuca), в центре оливковая или даже черновато-коричневая (f. livida). Кожица сухая, обычно, иногда даже в центре, бархатистая, легко снимающаяся.
Пластинки очень частые, около ножки часто переплетающиеся, сначала слабо нисходящие на ножку, затем приросшие к ней, вильчатые, кремовые, иногда зеленовато-желтоватые, в некоторых случаях с красно-коричневыми пятнышками.
Ножка цилиндрическая, реже сужающаяся книзу и почти коническая, крепкая, белая, во влажную погоду покрывающаяся желтоватыми пятнами.
Мякоть крепкая, белая, иногда слабо желтеющая на воздухе, без особого запаха, со сладковатым вкусом. Реакция на сульфат железа оранжевая или розовая.
Споровый порошок белого цвета. Споры 5—8,5×4—6,5 мкм, почти шаровидные, эллиптические или грушевидные, шиповатые, с плохо развитой сеточкой. Пилеоцистиды веретеновидные, булавовидные или цилиндрические.
Съедобна, обладает приятным негорьким вкусом. Употребляется свежим или солёными. 

## Сходные виды
- Russula cyanoxantha f. peltereaui Singer, 1925 отличается зелёной, а не розовой реакцией на сульфат железа.
- Russula ilicis Romagn., 1972 произрастает в Южной Европе под дубом каменным, реже — под дубом пробковым и дубом пушистым.
- Russula monspeliensis Sarnari, 1987 произрастает под дубами, всегда с ладанниками монпельенским или шалфеелистным.

## Экология
Вид широко распространён по всей Европе, предпочитает широколиственные леса.

## Таксономия

### Синонимы
- Agaricus furcatus var. heterophyllus Fr., 1821
- Agaricus galochrous Fr., 1815
- Agaricus heterophyllus (Fr.) Sacc., 1887
- Agaricus lividus Pers., 1801, nom. illeg.
- Russula furcata var. heterophylla (Fr.) P.Kumm., 1871
- Russula galochroa (Fr.) Fr., 1874
- Russula heterophylla f. galochroa (Fr.) Singer, 1923
- Russula heterophylla var. galocroa (Fr.) Gillet, 1876
- Russula heterophylla var. livida Gillet, 1876
- Russula heterophylla var. virginea (Cooke & Massee) A.Pearson & Dennis, 1948
- Russula livida (Gillet) J.Schröt., 1889
- Russula livida var. galochroa (Fr.) J.Schröt., 1889
- Russula livida var. virginea (Cooke & Massee) Melzer & Zvára, 1927
- Russula rigida Velen., 1920
- Russula virentirubens var. rigida (Velen.) Hornicek, 1988
- Russula virginea Cooke & Massee, 1890